# Мытница (Вологодская область)
Мытница — деревня в Междуреченском районе Вологодской области.
Входит в состав Старосельского сельского поселения, с точки зрения административно-территориального деления — в Старосельский сельсовет.
Расстояние по автодороге до районного центра Шуйского — 38 км, до центра муниципального образования Старого — 5 км.
По переписи 2002 года население — 2 человека.